# Laura (album van André Moss)
Laura is een muziekalbum van van de saxofonist André Moss uit 1976 met instrumentale muziek. Jack de Nijs componeerde de liedjes en produceerde het album. De arrangementen kwamen van De Nijs en twee personen met een alias: Jack Jackson (Jacques Verburgt) en John Fender.
Het album stond 8 weken in in de albumtop van Veronica bereikte plaats 30 als hoogste notering.

## Nummers
| Nr. | naam              | duur |
| --- | ----------------- | ---- |
| A1  | Laura             | 3:41 |
| A2  | El torero         | 2:42 |
| A3  | Restless love     | 2:45 |
| A4  | Sweet Maria       | 2:54 |
| A5  | Nine five "O"     | 2:38 |
| A6  | Only dreams       | 2:08 |
| B1  | Cindy on my mind  | 2:26 |
| B2  | Try me            | 2:13 |
| B3  | Among my memories | 3:03 |
| B4  | Dressed in black  | 3:13 |
| B5  | Rain is Spain     | 2:34 |
| B6  | Your magic touch  | 3:11 |